# Саудитска Арабия
Кралство Саудитска Арабия (на арабски: المملكة العربية السعودية Ал-Мамлака Ал-ʻАрабийя Ас-Суʻӯдийя), по-известна като Саудитска Арабия, е най-голямата по територия държава на Арабския полуостров, заемаща по-голямата част от него, и втората по големина арабска страна в света (след Алжир). Тя граничи с Йордания и Ирак на север и североизток, Кувейт, Катар и Обединените арабски емирства на изток, Оман на югоизток и Йемен на юг. Тя е свързана и с островната държава Бахрейн посредством моста на крал Фахд. На североизток от нея е Персийският залив, а на запад – Червено море. Саудитска Арабия има площ около 2 250 000 km2 и население от 38 милиона души, от които около 5,5 милиона са чужденци.
Кралство Саудитска Арабия е основано от Абдул Азиз бин Сауд през 1932 г., въпреки че завоеванията, които в крайна сметка довеждат до създаването на Кралството, започват още през 1902 година, когато Абдул Азиз завзема град Рияд, седалище на неговото семейство – Ал Сауд, дало впоследствие сегашното име на страната. Правителството на Саудитска Арабия е устроено под формата на ислямска абсолютна монархия. Кралството е познато и като „Земята на двете свещени джамии“ във връзка с Мека и Медина, двете най-свещени места в Исляма. Двете джамии са Масджид ал-Харам (в Мека) и джамията Масджид ал-Набауи (в Медина).
Саудитска Арабия има най-големия запас и е най-големият износител на петрол в света. Нефтът съставлява над 90% от износа и почти 75% от държавните приходи, улеснявайки създаването на социална държава. Въпреки това правозащитни организации като Амнести интернешънъл и Хюман Райтс Уоч неколкократно са изразявали загриженост за състоянието на човешките права в страната. Саудитска Арабия понякога е определяна като тоталитарна страна.

## География
Саудитска Арабия заема около 80% от площта на Арабския полуостров. Югоизточните граници на страната с Оман и Обединените арабски емирства преминават през ненаселени пустинни области и не са точно определени. Границата с Йемен е уточнена с взаимно споразумение едва през 2000 година. По тази причина има различни оценки за площта на държавата, вариращи между 2 149 690 km² и 2 240 000 km². Саудитското правителство оценява площта на страната на 2 217 949 km².
Саудитска Арабия включва няколко основни географски области. Една от тях е Хиджаз, в която са Мека и Медина, двете най-свети места в исляма. По крайбрежието на Червено море е разположена влажната низина Тихама. Северозападно от нея се намира планинската верига Хиджаз. Платото Наджд заема централната част на страната. В най-южната област планината Асир с надморска височина от над 3000 m има най-прохладния климат в предимно пустинната държава. Източните райони представляват скалисти и пясъчни равнинни пустини (Голям Нефуд, Малък Нефуд, Ал Хамид), достигащи до бреговете на Персийския залив. На югоизток е най-негостоприемната част от страната, пустинята Руб ал-Хали.
Почти ненаселена, по-голямата част от територията на Саудитска Арабия е заета от пустини и полупустини с намаляващо номадско население от бедуини. В тези области растителността включва главно ксерофитни треви и храсти. Обработваемата земя е едва 2% от територията на Саудитска Арабия. Населението е концентрирано главно по източното и западното крайбрежие и няколкото големи оазиса във вътрешността, като Хофуф и Бурайда.
Саудитска Арабия е разположена в тропичния пояс, а крайните северни части – в субтропичния. Средните годишни валежи варират от около 70 – 100 mm в централните части на страната до 400 mm годишно в планинските райони на запад. В пустинята Руб ал Халил и някои други области в някои години не падат дъждове. В страната няма постоянни реки и езера.
Характерни представители на фауната в планинските области са козите, дивите котки, павианите, вълците и хиените. В оазисите се срещат някои дребни птици. Кораловите рифове край брега на Червено море са богати на различни морски организми.

## История

### Средновековна история
С изключение на малки населени места и търговски градчета, като Мека и Медина в западната част на Арабския полуостров, по-голямата част от територията на днешна Саудитска Арабия е била необитаема пустиня. Около 571 година в Мека се ражда пророкът Мохамед. В началото на 7 век Мохамед обединява различните племена на полуострова и създава единна ислямска религиозна форма на управление. След смъртта му през 632 г. последователите му бързо разпространяват исляма и обхватът на мюсюлманското управление излиза извън Арабия, завладявайки в рамките на десетилетия огромни територии в Близкия изток, Северна Африка и дори Иберийския полустров. Така обаче Арабия се превръща в периферен регион на мюсюлманския свят, докато фокусът на политическото и религиозно управление се измества към по-развитите завладени земи. От 10 век до началото на 20 век Мека и Медина са били под контрола на местен арабски владетел (шариф), но в целия този период шарифът е васал на някоя от големите мюсюлмански империи с център в Кайро, Багдад или Истанбул. Останалите части от днешна Саудитска Арабия са малко или много извън централизиран контрол и се развиват по правилата на местните номадски племена.
През 16 век османците прибавят бреговете на Червено море и Персийския залив към владенията си и предявяват претенции за сюзеренна власт над вътрешната част от полуострова. Степента на османски контрол над тези земи варира през следващите четири века според силата на централната власт на империята. Днешната саудитска кралска династия (Ал Сауд) се появява в централна Арабия през 1744, когато Мохамед бин Сауд, основател на династията, се съюзява с Мохамед ибн Абд ал-Уахаб – краен сунитски духовник. Това обединение полага основите на саудитската кралска система от идеологическа гледна точка. След 1744 алиансът започва да разширява териториите си отвъд Риад, но през 1818 година походът на Мохамед Али паша слага край на това държавно обединение. През 1824 е създадена нова саудитска държавица, но много по-малка и слаба от първата. До края 19 век Ал Сауд оспорват контрола на вътрешните работи над Арабия с друга влиятелна арабска фамилия – Ал Рашид. През 1891 година Ал Рашид успяват да прогонят Ал Сауд в изгнание.
В началото на 20 век Османската империя продължава да има сюзеренитет (макар и номинално) над по-голямата част от полуострова. В рамките на този сюзеренитет, Арабия е била управлявана от множество племенни владетели, включително династията Сауд, която се връща от изгнание през 1902. През 1916 с насърчаването и подкрепата на Великобритания (която се бори с османците през Първата световна война), шарифът на Мека Хюсеин бин Али повежда Арабското въстание. Макар и да не постига целта си – обединение на арабските народи в една държава – Арабското въстание окончателно освобождава Арабия от османския контрол.
По това време Ибн Сауд вече е възвърнал позициите си на водещ благородник в централна Арабия (Наджд) и с помощта на уахабитско-бедуинска армия, наречена ихван, той започва поход за поставяне на всички арабски земи на полуострова под свой контрол. До края на 1925 ихванът вече владее почти всички територии на днешна Саудитска Арабия. На 10 януари 1926 Ибн Сауд се обявява за крал наХиджаз (териториите по брега на Червено море), а на 27 януари 1927 и за крал на Наджд (дотогава е носил титлата „султан“). Ибн Сауд отказва да подкрепи идеята на водачите на ихвана за завладяване на британските протекторати Ирак, Кувейт и Трансйордания. В отговор ихванът се разбунтува срещу краля, но войските на Ибн Сауд побеждават. През 1932 кралствата Наджд и Хиджаз се обединяват в Кралство Саудитска Арабия.

### Нова история
Новото кралство е една от най-бедните държави в света и разчита на ограничено селско стопанство и приходи от поклонничество. Въпреки това през 1938 в региона Ал-Хаса и по протежение на крайбрежието на Персийския залив са открити огромни находища от петрол, и през 1941 започва мащабното им разработване. Петролът осигурява на Саудитска Арабия бърз икономически растеж и значителни политически дивиденти в международен план. В Хеджаз се появяват първите вестници и радиостанции, културният живот се развива бурно. Но големият наплив на чужденци, намиращи работа в петролната промишленост, подсилва съществуващата отдавна склонност към ксенофобия. В същото време правителството става все по-разточително и екстравагантно. През 1950-те това довежда до задлъжняване на икономиката и икономически спад.
През 1953 Сауд бин Абдул Азис се възкачва на престола, но управлението му е белязано от вражда с неговия полубрат Файсал бин Абдул Азис. В резултат на това Сауд е свален от власт в полза на Файсал през 1964 година. Най-значимото събитие от управлението на Файсал е петролната криза от 1973, когато Саудитска Арабия и другите арабски производителки на суровината налагат ембарго на износа си към САЩ, искайки Вашингтон да оттегли подкрепата си за Израел.
Файсал е наследен от своя полубрат Халид, под чието управление е отбелязан изключителен икономически ръст. Правят се огромни държавни инвестиции в инфраструктурата и образованието, а връзките със САЩ са значително подобрени. През 1979 две събития оказват драматично влияние върху саудитската външна и вътрешна политика. Първото събитие е избухналата в Персия Ислямска революция. То създава тревога в саудитското ръководство, тъй като има опасност населените с шиити и богати на петрол райони по източното крайбрежие може да последват примера на революцията и да се вдигнат на въстание срещу централната власт. Другото събитие се случва в края на 1979 – на 20 ноември ислямски екстремисти превземат джамията Масджид ал-Харам в Мека, обвинявайки кралската власт в корупция и неислямски характер. В отговор саудитското правителство налага много по-стриктно следване на ислямските ценности (вкл. забраняване на кината и спортовете), а във формирането на държавната политика се отдава много по-голямо внимание на улема. Тези мерки обаче не довеждат до спад на ислямизацията.
Халид е наследен от брат си Фахд през 1982. Фахд продължава близките отношения със САЩ и увеличава покупките на американско и британско военно оборудване. Саудитска Арабия вече е най-голямата производителка на петрол в света. Саудитският режим похарчва 25 милиарда щатски долара в подкрепа на Саддам Хюсеин по време на Ирано-иракската война. Голяма част от богатството от петрола е канализирана в преобразяването на страната, и саудитското общество се променя драстично чрез масови програми за образование и здравеопазване и появата на нови медии. Това, както и наличието на голям брой чуждестранни работници, силно засягат традиционните саудитски норми и ценности. Въпреки драматичната промяна в социалния и икономическия живот на страната, политическата власт продължава да бъде монопол на кралското семейство.
След иракската инвазия в Кувейт през 1990 Саудитска Арабия се присъединява към антииракската коалиция. Крал Фахд, страхувайки се от нападение от Ирак, кани американски и коалиционни войници да бъдат разположени в страната. Това действие е до голяма степен в противоречие с ценностите на налагащите улема и шериата кръгове и довежда до силно увеличаване на ислямския тероризъм както в Саудитска Арабия, така и в западни страни – атаките от 11 септември 2001 в Ню Йорк са най-яркият пример. Позицията на правителството по въпроса за войната с Ирак обаче довежда до широко недоволство и сред обикновените граждани.
Ислямизмът не е единственият източник на враждебност към режима. Въпреки изключителното богатство на кралското семейство и страната, след 1990 година икономиката е в застой, безработицата се покачва, а данъците са високи. Общественото недоволство е голямо. Кралят се принуждава да прокара много ограничени реформи, като демократизирането на страната не е предвидено. Фахд заявява, че „политическа система, базирана на избори, е в разрез с ислямските ценности“.
През 1995 Фахд остава инвалид след удар и управлението е поето от престолонаследника принц Абдула, който поема ролята на действащ крал, макар и управлението му да е смущавано от вътрешносемейна борба за власт. Абдула продължава политиката на мека реформа и по-голяма откритост, но в същото време започва и да се дистанцира от САЩ по отношение на външната политика. През 2003 Саудитска Арабия отказва да подкрепи Щатите и техните съюзници в инвазията в Ирак. Въпреки това терористична дейност се е увеличава драстично същата година, когато Рияд е сполетян от атентати и други терористични атаки, което принуждава правителството да предприеме много по-строги действия срещу тероризма.
През 2005 крал Фахд умира и Абдула официално се възкачва на трона. Той въвежда нова програма за умерена реформа, която включва редица промени в икономиката, насочени към намаляване на зависимостта на страната от приходите от петрола: дерегулация, насърчаване на чуждестранните инвестиции и приватизация. Абдула поема енергични действия за борба с тероризма и разпорежда употребата на сила срещу терористите. През февруари 2009 е обявена серия от промени в съдебната власт, въоръжените сили, както и различните министерства с цел модернизиране на тези институции, включително заместване на висши чиновници в съдебната власт и мутауините (религиозната полиция) с хора с по-умерени възгледи, както и назначаването на жена за заместник-министър. В началото на 2011 крал Абдула се противопоставя на протестите и революциите в Арабския свят, като дава убежище на сваления президент на Тунис Зин ал Абидин бен Али и оказва подкрепа на египетския ръководител Хосни Мубарак. Подобни протести не подминават и Саудитска Арабия. В опит да се справи с недоволството, Абдула обявява пакет от социални придобивки в размер на 10,7 милиарда щатски долара, включващ помощи срещу инфлацията, стипендии за учене в чужбина за саудитски студенти, и отписване на част от задълженията на граждани и компании към държавата. Въпреки това политически промени не са предвидени.

## Държавно устройство
Държавно устройство – абсолютна монархия, начело с крал (Салман ибн Абдулазиз ал-Сауд от 23 януари 2015 г.) Той е едновременно премиер-министър, главнокомандващ и върховен съдия. Наследникът на престола е пръв заместник на премиер-министъра и министър на отбраната. Всички останали министри са от кралското семейство. Съществува и Консултативен съвет от 90 членове, които са назначавани от краля за 4 години.

## Административно деление
Саудитска Арабия е разделена на 13 провинции. Тези провинции се разделят на 118 мухафази, като това число включва 13 провинциални столици (общини), които се управляват от кметове. Мухафазите се разделят на по-малки административни частици наречени маракизи (ед.ч – марказ)
|    | №                  | Провинция  | Столица |
| -- | ------------------ | ---------- | ------- |
|    |                    |            |         |
| 1  | Ал-Джоуф           | Сакака     |         |
| 2  | Северните граници  | Арар       |         |
| 3  | Табук              | град Табук |         |
| 4  | Ха'ил              | град Ха'ил |         |
| 5  | Медина             | Медина     |         |
| 6  | Ал-Касим           | Бурайда    |         |
| 7  | Мека (провинция)   | Мека       |         |
| 8  | Рияд (провинция)   | Рияд       |         |
| 9  | Източна провинция  | Дамам      |         |
| 10 | Баха (провинция)   | Баха       |         |
| 11 | Асир (провинция)   | Абха       |         |
| 12 | Джизан (провинция) | Джизан     |         |
| 13 | Нажран (провинция) | Нажран     |         |

## Население
Населението се концентрира в градовете и в оазисите. Местното население на страната са предимно араби. Страната е обитавана от около 400 племена, които в миналото са живеели като номади. Днес едва 10% от тях все още поддържат част от номадското си битие.
В Саудитска Арабия работят около 6 милиона гастарбайтери. Социалното осигуряване е добро, обаче се полага само на саудитците. Медицинското обслужване е отлично и е безплатно за местните жители.
Жителите на страната възлизат на 26 417 599 души, включително и живеещите в Саудитска Арабия чужденци.
Любопитен факт за страната е, че 40% от саудитските бракове се разтрогват най-късно 3 години след сключването им.
73% от жителите на Саудитска Арабия са сунити-уахабити, около 5% са шиити, а останалата част са мюсюлмани принадлежащи на други верски течения в исляма. В страната работят много гастарбайтери от Египет, Йордания и Палестина. Много са чуждестранните работници и от Индия, Пакистан, Бангладеш, Судан. След последната война в Афганистан се забелява наплив и на работници от там, предимно от племето на пущуните. Чуждестранните работници в Саудитска Арабия са заети в сектори, в които местното население не желае да работи. Най-често това са ниски доходни и трудоемки дейности.
Гъстотата на населението е 12 души на кв. км. Процентът на урбанизация е 86%. Ръстът на населението възлиза на 4% годишно. Смъртността при новородените е 5%. Почти 2/3 от населението на страната е под 25 г.
Въпреки близостта на Африка разпространението на СПИН е много слабо. Причина за последното са строгите наказания за прелюбодеянието.
Грамотността на арабското население на страната е почти толкова висока, колкото в страни като Германия. Степента на грамотност при жените е почти толкова висока, колкото при мъжете.
Средна продължителност на живота: мъже – 68 г., жени – 72 г.

## Закон и човешки права
Главният източник на правото в Саудитска Арабия е ислямският шариат извлечен от ученията на Корана и на Сунна. Съдебната система на Саудитска Арабия съдържа основните съдебни закони на държавата, а съдиите са част от Улема, религиозното движение на страната.
Саудитска Арабия активно прилага смъртното наказание за широк спектър от дейности: убийство, изнасилване, въоръжен грабеж, употреба на наркотици, лъжепророкуване, вероотстъпничество, прелюбодейство и магьосничество. Екзекуцията се изпълнява чрез обезглавяване с меч, по-рядко чрез убиване с камъни или разстрел. Между 2007 и 2010 са проведени 345 екзекуции, всички чрез обезглавяване. Последната екзекуция за магьосничество е проведена през 2012 година. Много от екзекуциите са публични, понякога обезглавеното тяло се излага на показ.
Жените в Саудитска Арабия са лишени от редица права до такава степен, че някои правозащитни организации говорят за „полова сегрегация“. В много региони на страната преобладава вярването, че мястото на жената е в дома. Срещат се видове сегрегация дори там: някои домове имат отделни входове за жени и за мъже. Жените получават право да карат автомобил едва през 2018 г. Въпреки това е позволено на жени да управляват самолет, но трябва задължително да бъдат возени от мъж до летището. През май 2013 за пръв път е разрешено на жени да спортуват в частните училища, но при условие, че носят подходящо облекло.
Едва през 2011 г. саудитските жени получават право на глас, което за първи път упражняват през 2015 г.

## Икономика
Основа на икономиката е нефтът, чиито запаси са 35,8 млрд. т. (първо място в света), добиват се 430 млн. т., от които 390 млн. т. се изнасят. Развиват се нефтопреработваща и химическа промишленост, строителна, металообработваща, текстилна, целулозно-хартиена, хранително-вкусова, златарска и др. В селското стопанство се влагат големи субсидии и се осигуряват изцяло нуждите на населението с основните хранителни продукти. Произвежда се пшеница (2 млн. т. годишно), плодове, пилешко месо, яйца и др. Правителството също така развива телекомуникационната и електрическата индустрия. През 1990 г. в Саудитска Арабия се забелязва значително свиване на приходите от петрола, съчетани с висок прираст на населението. По време на петролния бум през 1981 доходът на глава от населението достига 11 700 щ.д., но през 1991 пада до 6300 щ.д. Саудитска Арабия е една от най-бързо развиващите се държави. Планира се през 2020 година да бъдат завършени т.нар. „икономически градове“. С построяването на им се очаква доходите на глава от населението да нараснат до 33 500 щ.д. Градовете ще бъдат пръснати из различни краища на страната, за да се развива местния поминък.

## Култура
Коранът е единственият източник на правото. Целият културен, социален, политически живот се базира на догмите на ислямската религия.
Официалната религия в страната е ислямът в неговата уахабистка разновидност, който в салафистката си версия се стреми да изчисти исляма от всичко, което се смята за нововъведения и отклонения.
Уахабизмът започва като пуританска мюсюлманска секта в края на 18 век и е свързан амбициите на управляващата в Саудитска Арабия династия. Той забранява култа към светци, издигането на пищни паметници или луксозни джамии, слушането или създаването на музика, рисуването на картини. На жените е забранено да шофират, а пушенето също е грях. В страната се смята за престъпление изповядването на друга форма на исляма или преминаването към друга религия. За уахабитите шиитите не са истински мюсюлмани. Единственият източник на законодателство е Коранът, което обяснява защо нито Саудитска Арабия, нито бившият талибански режим имат конституция.
Саудитска Арабия е една от седемте държави в света, в които атеизмът е незаконен и наказуем със смъртно наказание.

## Джида, Ер Риад, Мека
Повечето от посетителите на Саудитска Арабия идват единствено, за да видят Мека. Това е Светият град за Исляма и всички предани мюсюлмани, без значение къде живеят, трябва да направят поклонение тук поне веднъж в живота си. Това е родното място на Мохамед, тук той е започнал да проповядва и тук се е завърнал за последното си поклонение. Мека и светите места на околността са забранени за немюсюлмани. В центъра на Мека се намира Голямата Джамия, а в нея – свещеният кладенец Замзам. Кааба, към който се обръщат всички мюсюлмани, когато се молят, е в централния двор на джамията. Според легендите Кааба е бил построен от Адам и след това издигнат отново от Авраам и сина му Исмаил по подобие на Божия дом в Рая.

## Армия
Армията на Саудитска Арабия се състои от кралските сухопътни войски, кралските военновъздушни сили, кралския флот, кралската военновъздушна отбрана и кралската национална гвардия. Общият брой войници е 200 000 души. Сухопътни войски – 75 000, военновъздушни сили – 18 000, военновъздушна отбрана – 16 000 – кралски флот – 15 500 плюс 3000 пехотинци. Отделно от това число се прибавя и Национална разузнавателна служба. Саудитска Арабия е в топ 10 на държавите с най – голям военен бюджет. Сумата към 2005 година е 25,4 милиарда щатски долара. Модерната технология на Саудитска Арабия е дело от сделки с Англия, Франция и САЩ. САЩ са продали хардуер на цена 80 милиарда щатски долара в периода 1951 – 2006. През 1965 Англия става главен снабдител на военна стока за Саудитска Арабия.

## Терористичният акт в Дахран
Взривяването на комплекса Хубър е терористична атака на част от жилищен комплекс в град Хубър, Саудитска Арабия, намиращ се близо до националната петролна компания „Сауди Арамко“. Атентатът става на 25 юни 1996. Комплексът Хубър е използван от чужд военен персонал. Огромна цистерна е детонирана край сграда 131 – осеметажна сграда помещавана от 4404-та Американска Авиация (Пощальоните). Общо 19 американски военни и един от Саудитска Арабия са убити и още 372 от други националности са ранени.
В началото Ал-Каида е смятана за отговорна за атентата, а впоследствие групировката поема отговорността за атентата.